# Lennart Ström
Lennart Ström, född 1944 i Ludvika, är en svensk målare, skulptör och eldskulptör, verksam i Strängnäs kommun. 
Han är medlem i och en av upphovsmännen till Strängnäs konstnärsakademi och Svenska eldskulptörförbundet.
Lennart Ström ingår i lag Eldsjälarna. Övriga lagmedlemmar är Nils Bertil Malmberg, Gunnar Carl Nilsson, Inger Hahn Redin. Laget bildade 1995 Svenska Eldskulptörförbundet, och krögaren Kristian Brandt ingick ett kort tag i styrelsen som hedersmedlem. 
1993 vann lag Eldsjälarna landets första eldskulpturtävling vid Skottvångs gruvor i Södermanland och 1994 och 1996 vann laget SM i eldskulptur på samma plats. 1997 arrangerade laget SM i eldskulptur tillsammans med Kristian Brandt; dessutom utgjorde lagmedlemmarna tävlingsjury.
1997 gjorde Discovery Tv ett inslag om lag Eldsjälarna, och inspelningen gjordes vid Skottvångs gruvor.
1998 arrangerade samma grupp konstnärer, då styrelse i Svenska Eldskulptörförbundet, ett första EM i eldskulptur på Gärdet i Stockholm. Tävlingen finansierades av Stockholms kulturhuvudstadsår. År 1999 och 2000 vann lag Eldsjälarna Franska internationella mästerskapen i eldskulptur i Fécamp. År 2000 arrangerade samma konstnärsgrupp tillsammans med Götene kommun Nordiska mästerskapen i eldskulptur.
Internationellt symposium: In contest of firesculpture "Mountain Sun" Ischgl, Österrike år 2000. Lag bestående av Lennart Ström, Sture Söberg och Nils Bertil Malmberg. År 2001 och 2002 eldskulpturfestival i Fécamp i Frankrike. Lag bestående av Lennart Ström, Gunnar Carl Nilsson och Ola Ölin. År 2001 eldskulpturfestival i Ischgl Österrike. Lag Lennart Ström, Gunnar Carl Nilsson och Nils Bertil Malmberg. Svenskt landslag i eldskulptur i Artic Festival i Luleå 1998 och 1999. Lag bestående av Lennart Ström, Gunnar Carl Nilsson, Nils Bertil Malmberg samt Inger Hahn Redin.
Uppvisning och utbildning i eldskulptur: Kulturcentra Hanaholmen i Finland 1997 under Nordiskt Kultursymposium. Uppvisning och utbildning i projekt Pendeln i Borlänge 1999 och 2000. Eskilstuna konstmuseum 1998. Nyköping stad 1999. Örebro stad 1999. Strängnäs stad 1999. Projekt Midvinterljus i Hälsingborg stad år 2000. Jönköpings stad vid tändsticksfabriken. Åkerby skulpturpark. Upplands väsby konsthall. Ett Större eldperformance arrangerades på Medborgarplatsen i Stockholm som avslutning på Millenniefirandet år 2000. Hälleforsnäs/Kolhusteatern 2002. EU möte i Nora och EU möte i Mariefred.